# Хеслехолм
Хеслехолм (швед. Hässleholm) град је у Шведској, у јужном делу државе. Град је у оквиру Сканског округа, где је једно од значајнијих средишта. Хеслехолм је истовремено и седиште истоимене општине.

## Природни услови
Град Хеслехолм се налази у јужном делу Шведске и Скандинавског полуострва. Од главног града државе, Стокхолма, град је удаљен 510 км југозападно. Од првог већег града, Малмеа, град се налази свега 90 км североисточно.
Хеслехолм се развио у најјужнијој покрајини Шведске, Сканији, која је по својим природним одликама више подсећа на средњоевропска подручја, плодна је и густо насељена. Градско подручје је равничарско, а надморска висина се креће око 50 м. Близу града се налази језеро Фињашен.

## Историја
Подручје Хеслехолма било је насељено још у време праисторије, али је данашње насеље веома младо. Оно је настало средином 19. века, са проласком железнице између Стокхолма и Малмеа на датом месту. Убрзо се на датом месту образовало трговиште, које је 1914. године добило градска права.
Током 20. века град се развијао као војно седиште са значајним капацитетима НАТО пакта.

## Становништво
Хеслехолм је данас град средње величине за шведске услове. Град има око 19.000 становника (податак из 2010. г.), а градско подручје, тј. истоимена општина има око 50.000 становника (податак из 2012. г.). Последњих деценија број становника у граду расте.
До средине 20. века Хеслехолм су насељавали искључиво етнички Швеђани. Међутим, са јачањем усељавања у Шведску, становништво града је постало шароликије.

## Привреда
Данас је Хеслехолм савремени град са посебно развијеном индустријом. Последње две деценије посебно се развијају трговина, услуге и туризам.

## Збирка слика
- Дом културе Хеслехолма
- Главна градска црква
- техничка школа
- Здање суда